# Тихонов, Павел Иванович
Павел Иванович Тихонов (12 июля 1908, Самарская область — 28 сентября 1946, Иркутская область) — майор Рабоче-крестьянской Красной Армии, участник Великой Отечественной войны, Герой Советского Союза (1944).

## Биография
Павел Тихонов родился 12 июля 1908 года в деревне Обшаровка (ныне — Приволжский район Самарской области). Окончив шесть классов школы, работал в крестьянском хозяйстве. В 1930 году Тихонов был призван на службу в Рабоче-крестьянскую Красную Армию. Окончил Петергофскую авиационную школу младшего комсостава и Луганскую военную авиационную школу пилотов. В 1936 году Тихонов был уволен в запас, после чего работал пилотом в гражданской авиации. В июле 1941 года Тихонов повторно был призван в армию и направлен на фронт Великой Отечественной войны.
К маю 1944 года гвардии майор Павел Тихонов командовал эскадрильей 2-го гвардейского авиаполка 1-й гвардейской авиадивизии 1-го гвардейского авиакорпуса АДД СССР. К тому времени он совершил 224 боевых вылета на бомбардировку важных объектов противника, большую часть из которых в тёмное время суток.
Указом Президиума Верховного Совета СССР от 19 августа 1944 года за «мужество, отвагу и героизм, проявленные на фронте борьбы с немецкими захватчиками», гвардии майор Павел Тихонов был удостоен высокого звания Героя Советского Союза с вручением ордена Ленина и медали «Золотая Звезда» за номером 4372.
После окончания войны Тихонов вновь был уволен в запас. Проживал в Иркутске, работал лётчиком-испытателем Иркутского авиационного завода. Трагически погиб в авиационной катастрофе 28 сентября 1946 года во время перелёта по маршруту Иркутск — Уфа. Похоронен на Ново-Ленинском кладбище Иркутска.
Был награждён двумя орденами Ленина, двумя орденами Красного Знамени и рядом медалей.